# エクスパンデッドアーティキュレーション
エクスパンデッドアーティキュレーション（Expanded Articulation, XA）は、電子ドラムやシンセサイザーの機能の一つ。
同じ強さでドラムパッドや鍵盤などを叩いたときでも微妙に違うサンプルを発音することで、例えばスネアロール（スネアドラムの連打）やハイハット、ライドシンバルを演奏した時の細かいニュアンスを実現することを狙うもの。

## 搭載機種
- MOTIF  XF
- 電子ドラムDTX950・DTX900